# Gloeomucro guianensis
Gloeomucro guianensis é uma espécie de fungo pertencente à família Hydnaceae.